# Мёнхальторф
Мёнхальторф (нем. Mönchaltorf) — коммуна в Швейцарии, в кантоне Цюрих.
Входит в состав округа Устер. Население составляет 3299 человек (на 31 декабря 2007 года). Официальный код — 0196.